# Gene Scott
Eugene Scott, detto Gene (New York, 28 dicembre 1937 – Rochester, 20 marzo 2006), è stato un tennista statunitense, morto per amiloidosi.

## Carriera
In carriera ha raggiunto una finale nel singolare al Pennsylvania Lawn Tennis Championship nel 1973. Nei tornei del Grande Slam ha ottenuto il suo miglior risultato raggiungendo le semifinali nel singolare agli U.S. National Championships nel 1967.
In Coppa Davis ha disputato un totale di 4 partite, vincendo tutti e quattro gli incontri.

## Statistiche

### Doppio

#### Finali perse (1)
| Numero | Anno           | Torneo                                        | Superficie | Avversario in finale | Punteggio               |
| 1.     | 19 agosto 1973 | Pennsylvania Lawn Tennis Championship, Merion | Erba       | Mike Estep           | 5-7, 6-3, 6-7, 6-3, 5-7 |